# Trường Đại học Ngoại ngữ, Đại học Đà Nẵng
Trường Đại học Ngoại ngữ (tiếng Anh: University of Foreign Language Studies, the University of Da Nang – UFL) được thành lập theo quyết định số 709/QĐ-TTg ngày 26 tháng 8 năm 2002 của Thủ tướng chính phủ trên cơ sở tách và tổ chức lại 5 khoa ngoại ngữ của Trường Đại học Sư phạm Đà Nẵng - hiện là một trong 6 trường thành viên của Đại học Đà Nẵng. Trường Đại học Ngoại ngữ Đà Nẵng có chức năng đào tạo giáo viên và cử nhân ngôn ngữ có trình độ đại học, thạc sĩ và tiến sĩ về một số ngôn ngữ thông dụng trên thế giới, giảng dạy ngoại ngữ cho các trường thành viên thuộc Đại học Đà Nẵng, giảng dạy tiếng Việt và giới thiệu văn hoá Việt Nam cho lưu học sinh người nước ngoài trong toàn bộ các trường thành viên của Đại học Đà Nẵng. Đồng thời là trung tâm nghiên cứu khoa học và thực hiện dịch vụ xã hội thuộc lĩnh vực ngôn ngữ có uy tín của khu vực miền Trung - Tây Nguyên.

## Lịch sử
- Ngày 14 tháng 4 năm 1985, Bộ Giáo dục và Đào tạo ra Quyết định số 395B/QĐ thành lập Cơ sở Đại học Sư phạm Ngoại ngữ Đà Nẵng.
- Ngày 4 tháng 4 năm 1994, Thủ tướng Chính phủ ra Nghị định số 32/CP về việc thành lập Đại học Đà Nẵng trên cơ sở Trường Đại học Sư phạm Ngoại ngữ Đà Nẵng làm nòng cốt cùng với Trường Cao đẳng Sư phạm Quảng Nam-Đà Nẵng thành lập Trường Đại học Sư phạm thuộc Đại học Đà Nẵng.
- Ngày 26 tháng 8 năm 2002, Thủ tướng Chính phủ ra Quyết định số 709/QĐ-TTg thành lập Trường Đại học Ngoại ngữ thuộc Đại học Đà Nẵng trên cơ sở tách và tổ chức lại 5 Khoa ngoại ngữ của Trường Đại học Sư phạm thuộc Đại học Đà Nẵng

## Ban Giám hiệu
Hiệu trưởng:
- PGS. TS. Nguyễn Văn Long

Các Phó Hiệu trưởng:
- TS. Huỳnh Ngọc Mai Kha
- TS. Nguyễn Hữu Bình